# Momoko Takahashi
Momoko Takahashi (jap. 高橋 萌木子 Takahashi Momoko; * 16. November 1988 in Saitama) ist eine japanische Leichtathletin, die sich auf den Sprint spezialisiert hat.

## Sportliche Laufbahn
Erste internationale Erfahrungen sammelte Momoko Takahashi im Jahr 2006, als sie bei den Asienspielen in Doha im 100-Meter-Lauf in 11,85 s den sechsten Platz belegte und mit der japanischen 4-mal-100-Meter-Staffel in 39,21 s die Silbermedaille hinter dem Team aus China gewann. Im Jahr darauf gewann sie bei den Asienmeisterschaften in Amman in 45,06 s mit der Staffel ebenfalls die Silbermedaille hinter dem Team aus Thailand und erreichte bei der Sommer-Universiade in Bangkok das Viertelfinale über 100 Meter und schied dort mit 11,98 s aus, während sie im 200-Meter-Lauf mit 24,53 s im Halbfinale ausschied. Anschließend scheiterte sie bei den Weltmeisterschaften in Osaka über 100 Meter mit 11,98 s in der ersten Runde und wurde mit der Staffel im Vorlauf disqualifiziert. 2009 gewann sie dann bei den Studentenweltspielen in Belgrad in 11,52 s die Silbermedaille über 100 Meter hinter der Litauerin Lina Grinčikaitė-Samuolė. Anschließend schied sie bei den Weltmeisterschaften in Berlin mit 11,75 s und 23,61 s über 100 und 200 Meter jeweils in der Vorrunde aus und verpasste auch mit der Staffel mit 44,24 s den Finaleinzug. Im November siegte sie dann bei den Asienmeisterschaften in Guangzhou in 23,53 s über 200 Meter sowie in 43,93 s auch mit der japanischen Mannschaft. Im Jahr darauf wurde sie beim Continentalcup in Split in 24,27 s Achte über 200 Meter und erreichte mit der Staffel in 44,54 s Rang vier. Daraufhin nahm sie erneut an den Asienspielen in Guangzhou teil und belegte dort in 11,50 s den vierten Platz über 100 Meter und erreichte im 200-Meter-Lauf in 23,97 s Rang sechs. Zudem gewann sie mit der Staffel in 44,41 s die Bronzemedaille hinter den Teams aus Thailand und China. 2011 verteidigte sie bei den Asienmeisterschaften in Kōbe mit 44,05 s ihren Titel mit der Staffel, schied aber über 100 Meter mit 11,85 s im Vorlauf aus. Anschließend startete sie mit der Staffel bei den Weltmeisterschaften in Daegu, bei denen sie aber ein weiteres Mal mit 43,83 s den Finaleinzug verpasste.
In den Jahren 2007 und 2009 wurde Takahashi japanische Meisterin im 100-Meter-Lauf sowie 2010 über 200 Meter.

## Persönliche Bestleistungen
- 100 Meter: 11,32 s (+1,9 m/s), 7. Juni 2009 in Tottori
  - 60 Meter (Halle): 7,64 s, 1. Februar 2020 in Osaka
- 200 Meter: 23,15 s (+1,5 m/s), 3. Mai 2009 in Shizuoka